# Héctor Zamarrón
Héctor Hugo Zamarrón Rangel (* 29. August 1980 in Saltillo) ist ein ehemaliger mexikanischer Radrennfahrer.
Hèctor Zamarrón begann seine internationale Radsportkarriere 2006 bei dem mexikanischen Continental Team Tecos de la Universidad de Guadalajara. In seiner ersten Saison dort gewann er eine Etappe bei der Vuelta Sonora und wurde Zweiter der Gesamtwertung. Außerdem war er auf zwei Teilstücken der Vuelta a Puebla erfolgreich. Im Jahr 2007 gewann er eine Etappe der Vuelta a Tamaulipas und zwei Etappen der Vuelta a la Laguna. So konnte er auch bei beiden Rennen die Gesamtwertung für sich entscheiden. Außerdem war Zamarrón auf zwei Teilstücken der Vuelta al Estado de Oaxaca erfolgreich.
2012 startete Zamarrón im Straßenrennen der Olympischen Spiele in London und belegte Platz 39.

## Erfolge
2006
- eine Etappe Vuelta Sonora

2011
- drei Etappen Vuelta a Bolivia

2012
- eine Etappe Vuelta Mexico
- eine Etappe Vuelta a Guatemala

2013
- drei Etappen Ruta del Centro